# Swiss Innovation Park

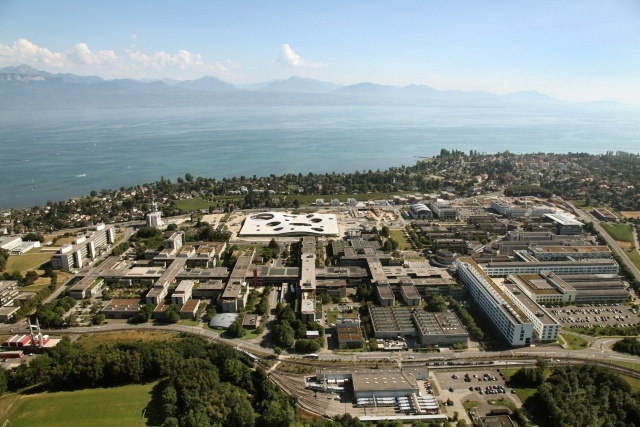
Un ramo del Swiss Innovation Park nel campus della Scuola politecnica federale di Losanna, lungo la costa del Lago Lemano.

Lo Swiss Innovation Park, (tedesco: Schweizerischer Innovationspark, francese: Parc suisse d'innovation) in italiano: Parco dell'innovazione svizzero, è la rete nazionale svizzera di parchi scientifici organizzata attraverso la fondazione Switzerland Innovation Foundation.
Fu inaugurato da Johann Schneider-Ammann il 18 gennaio 2015 ed è strutturato in 5 luoghi
- Switzerland Innovation Park Basel Area (in Allschwil);
- Switzerland Innovation Park innovaare (near the Paul Scherrer Institute in Villigen);
- Switzerland Innovation Park Zurich (on areas of the Dübendorf Air Base);
- Switzerland Innovation Park Biel/Bienne;
- Switzerland Innovation Park Network West EPFL ("Romandy hub"):
  - Innovation park della Scuola politecnica federale di Losanna
  - Biopôle a Epalinges;
  - "Microcity" a Neuchâtel;
  - "Energypolis" a Sion;
  - "Bluefactory" a Friburgo;
  - Campus Biotech a Ginevra.